# Anomala exoleta
Anomala exoleta är en skalbaggsart som beskrevs av Franz Faldermann 1835. Anomala exoleta ingår i släktet Anomala och familjen Rutelidae. Inga underarter finns listade i Catalogue of Life.